# Ingeborg-Bachmann-Preis 2020
Der Ingeborg-Bachmann-Preis 2020 ist der 44. Wettbewerb um den Literaturpreis im Rahmen der Tage der deutschsprachigen Literatur.

## Geschichte
Die Veranstaltung fand vom 17. bis 21. Juni 2020 statt, aufgrund der COVID-19-Pandemie allerdings nicht wie in den Vorjahren im ORF-Landesstudio in Klagenfurt am Wörthersee vor Publikum, sondern nur übertragen via 3sat, Deutschlandfunk und Online-Stream.
2020 wurde die Veranstaltung aufgrund der COVID-19-Pandemie zunächst abgesagt. Gegen diese Entscheidung protestierten jedoch die fünf Jurymitglieder Klaus Kastberger, Brigitte Schwens-Harrant, Philipp Tingler, Michael Wiederstein und Insa Wilke, die dafür plädierten, den Wettbewerb in einer alternativen Form stattfinden zu lassen. ORF-Generaldirektor Alexander Wrabetz kündigte daraufhin an, eine Digitalausgabe im Internet auszuarbeiten.
Die 21. Klagenfurter Rede zur Literatur mit dem Titel Dürfen Schwarze Blumen Malen? wurde von Sharon Dodua Otoo gehalten, die mit dem Ingeborg-Bachmann-Preis 2016 ausgezeichnet worden war.
Während die Lesungen der Autoren vorab aufgezeichnet und eingespielt wurden, diskutierte die Jury nach jeder Lesung live. Dafür wurden Kameraanlagen in den Arbeitszimmern der Jurymitglieder installiert. Neben dem Journalisten Christian Ankowitsch aus dem ORF-Theater in Klagenfurt als Moderator kommentierten Julya Rabinowich und Heinz Sichrovsky das Geschehen.
Als Rahmenprogramm wurde vom Verein zur Anregung des dramatischen Appetits (VADA) während der Tage der deutschsprachigen Literatur die „Öffentliche Passiv-Münzer-Zelle“ neben dem Jugendstiltheater Klagenfurt im Goethepark zu neuem Leben erweckt. Vom 18. bis 20. Juni 2020 rief in dieser Telefonzelle jeweils um 18.30 Uhr eine Person des literarischen Lebens (Isabella Straub, Karsten Krampitz bzw. Ines Birkhan) an. Sobald es klingelte, durfte jemand aus dem Publikum den Hörer abnehmen und mit dem Anrufer ein Telefonat führen. Das Gespräch wurde über Lautsprecher an das umstehende Publikum übertragen.

## Autoren und Autorinnen
Die zur Lesung Eingeladenen wurden am 28. Mai 2020 bekanntgegeben. Die Auslosung der Lesereihenfolge erfolgte am 17. Juni 2020.

### Erster Lesetag
- Jasmin Ramadan (D/CH), Auszug aus dem Roman Ü, eingeladen von Philipp Tingler
- Lisa Krusche (D), Für bestimmte Welten kämpfen und gegen andere, eingeladen von Klaus Kastberger
- Leonhard Hieronymi (D), Über uns, Luzifer, eingeladen von Michael Wiederstein
- Carolina Schutti (A), Nadjeschda, eingeladen von Brigitte Schwens-Harrant
- Jörg Piringer (A), kuzushi, eingeladen von Nora Gomringer

### Zweiter Lesetag
- Helga Schubert (D), Vom Aufstehen, eingeladen von Insa Wilke
- Hanna Herbst (D/A), Es wird einmal, eingeladen von Insa Wilke
- Egon Christian Leitner (A), Immer im Krieg, eingeladen von Klaus Kastberger
- Matthias Senkel (D), Warenz, eingeladen von Hubert Winkels
- Levin Westermann (D/CH), und dann, eingeladen von Hubert Winkels

### Dritter Lesetag
- Lydia Haider (A), Der große Gruß, eingeladen von Nora Gomringer
- Laura Freudenthaler (A), Der heißeste Sommer, eingeladen von Brigitte Schwens-Harrant
- Katja Schönherr (D/CH), Ziva, eingeladen von Philipp Tingler
- Meral Kureyshi (CH), Adam, eingeladen von Michael Wiederstein

## Juroren
2020 kamen Brigitte Schwens-Harrant und Philipp Tingler gegenüber dem Vorjahr neu in die Jury, die Stefan Gmünder und  Hildegard Elisabeth Keller als Jurymitglieder ersetzten.
- Hubert Winkels (Juryvorsitz seit 2015)
- Nora Gomringer
- Klaus Kastberger
- Brigitte Schwens-Harrant[11]
- Philipp Tingler[12]
- Michael Wiederstein
- Insa Wilke

## Preise
Für die Preisvergabe wurde der bisherige Abstimmungsmodus beibehalten; die Übergabe erfolgte allerdings virtuell. Am 21. Juni 2020 gab die Jury eine sieben Namen umfassende Shortlist bekannt, aus deren Kreis anschließend in öffentlicher Abstimmung die Preise vergeben wurden. Auf der Shortlist befanden sich Laura Freudenthaler, Hanna Herbst, Lisa Krusche, Egon Christian Leitner, Helga Schubert, Matthias Senkel und Levin Westermann.
- Ingeborg-Bachmann-Preis (dotiert mit 25.000 Euro)[1][6]: Helga Schubert[14]
- Deutschlandfunk-Preis (gestiftet von Deutschlandradio, dotiert mit 12.500 Euro): Lisa Krusche
- Kelag-Preis (dotiert mit 10.000 Euro): Egon Christian Leitner
- 3sat-Preis (dotiert mit 7.500 Euro): Laura Freudenthaler
- BKS-Bank-Publikumspreis (dotiert mit 7.000 Euro): Lydia Haider
- Stadtschreiber-Stipendium der Stadt Klagenfurt (5.000 Euro; gekoppelt an den Publikumspreis): Lydia Haider